# Il mattatore
Il mattatore è un film del 1960 diretto da Dino Risi.
La sceneggiatura ricorda da vicino quella de I tromboni (1956) di Federico Zardi, che lo stesso Gassman aveva interpretato sia sul palcoscenico sia in televisione, nella trasmissione di quell'anno che portava lo stesso titolo, Il Mattatore.

## Trama
Gerardo, guitto che passa disinvoltamente, ma con scarso successo, dal teatro comico alla tragedia, viene coinvolto, grazie alla sua capacità di imitare qualsiasi parlata dialettale d'Italia, in una truffa ordita da Lallo ai danni di un ricco commerciante di stoffe. La sua inesperienza fa sì che sia lui l'unico a essere arrestato, venendo condannato a parecchi mesi di carcere. Qui fa conoscenza con un vasto campionario di piccoli delinquenti, dediti prevalentemente a truffe di vario genere. In particolare fa amicizia con De Rosa, detto Chinotto, un truffatore abituato ai soggiorni in carcere.
Uscito di prigione, Gerardo si mette in società con Chinotto, divenendo, grazie alle sue impareggiabili doti istrioniche, un bravissimo organizzatore e realizzatore di truffe, al punto da riuscire persino a truffare colui che ne aveva provocato l'incarcerazione, il raffinato Lallo. Superato il maestro Chinotto, Gerardo si mette in proprio fino a che Annalisa, attrice di varietà innamorata di lui, riesce a mettergli la fede al dito.
Sebbene la moglie tenti di redimerlo, la sua è una vocazione irresistibile e riprende l'antica attività, anche all'estero.

## Struttura del film
Il film è una sequenza di episodi truffaldini legati, oltre che dai personaggi, dalla voce fuori campo del protagonista che li introduce e che spesso anche li commenta: un lungo flashback sonoro, nel quale però non si torna mai alla scena del momento della narrazione, bensì gli episodi si susseguono nell'esatto ordine temporale in cui si sono verificati.

## Produzione
Il film, le cui ultime sequenze sono state girate a colori, è stato iscritto al P.R.C. con il n. 2.227, ottenendo il visto di censura n. 31.179 del 3 febbraio 1960.

## Riconoscimenti
- 1960 - Festival di Berlino
  - Candidato all'Orso d'oro